# Die Grünen Kärnten
| Die Grünen Kärnten    | Die Grünen Kärnten                              |
| Logo                  | Logo                                            |
| Basisdaten            | Basisdaten                                      |
| --------------------- | ----------------------------------------------- |
| Landessprecher:       |                                                 |
| Landtagsmandate       | 0/36                                            |
| Landessprecherin:     | Olga Voglauer                                   |
| Landesgeschäftsführer | Stefan Samonig                                  |
| Hauptsitz:            | Bahnhofstraße 38a 9020 Klagenfurt am Wörthersee |
| Website:              | Die Grünen Kärnten                              |

Olga Voglauer 2023

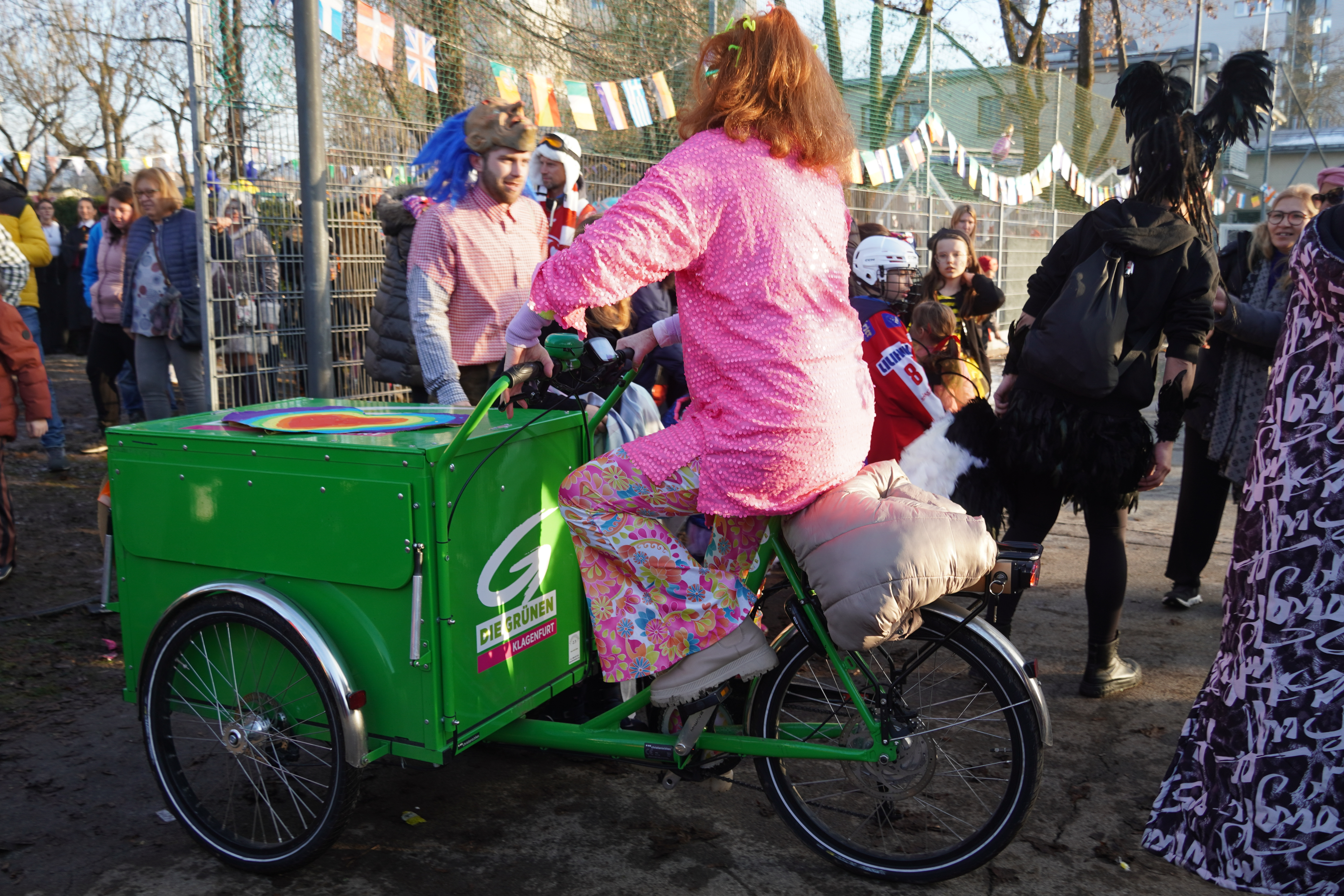
Die Grünen Klagenfurt 2023

Die Grünen Kärnten bzw. Die Grünen – Die Grüne Alternative Kärnten ist die autonome Landesorganisation der österreichischen Partei Die Grünen – Die Grüne Alternative in Kärnten. Die Grünen Kärnten errangen 2013 bei der Landtagswahl fünf Mandate im Kärntner Landtag. Bei der Landtagswahl in Kärnten 2018 erreichten die Grünen 3,12 % der Stimmen und schafften damit den Einzug in den Kärntner Landtag nicht.

## Programm
In ihrem Programm definieren sich die Kärntner Grünen als die Partei der Bürgerinitiativen bzw. als jene Alternative, die sich für eine „ökologische und sozial langfristige Gestaltung“ der Zukunft einsetzt und „nachhaltige und sichere Lösungen“ für das Klima- und Energieproblem anstrebt. In der Mittelpunkt ihres Programms stellen die Grünen dabei ihre Grundwerte Ökologie, Solidarität, Selbstbestimmung, Basisdemokratie, Gewaltfreiheit und Feminismus.

## Struktur und Organe

### Mitgliedschaft bei den Kärntner Grünen
Eine Mitgliedschaft kann bei den Kärntner Grünen von allen natürlichen Personen, die das 14. Lebensjahr vollendet haben, beantragt werden. Sie müssen im Sinne der Grundwerte und in Übereinstimmung mit dem Programm der Kärntner Grünen tätig sein, sich zu den Statuten bekennen und jährlich den festgelegten Mitgliedsbeitrag an die Landesorganisation entrichtet. Das passive Wahlrecht für innerparteiliche Funktionen, die mit einer gesetzlichen Haftung verbunden sind, gilt für Personen ab dem vollendeten 18. Lebensjahr. Für die Bewerbung auf alle sonstigen Ämter und Funktionen muss das 16. Lebensjahr vollendet sein.
Über die Aufnahmeanträge wird vom Landesvorstand bzw. von Bezirksorganisationen mit eigenem Statut entschieden, wobei eine Ablehnung beim Erweiterten Landesvorstand beansprucht werden kann. Bei bereits erfolgter Mitgliedschaft kann bei groben Verstößen gegen die Statuten oder Schädigung der Parteiinteressen ein Ausschluss durch das Landesfriedensgericht verhängt werden.

### Landesversammlung
Die Landesversammlung ist das höchste willensbildende und beschlussfassende Organ der Kärntner Grünen. Sie tagt mindestens einmal pro Kalenderjahr und ist vom Landesvorstand einzuberufen sowie vom Erweiterten Landesvorstand vorzubereiten. Zudem muss der Landesvorstand auf Antrag innerhalb von fünf Wochen eine außerordentliche Landesversammlung einberufen, wenn dies 20 % der Mitglieder der Grünen Kärnten beantragen oder vier Mitglieder des Landesvorstands begründet beschließen.
Zu den Aufgaben der Landesversammlung gehört die Abstimmung über Änderungen des Statuts sowie Änderungen oder Neufassung des Programms, der Beschluss der Budgets und die Abwahl von Funktionären oder Kandidaten mit Zweidrittelmehrheit. Mittels einfacher Mehrheit erfolgt unter anderem die Beschlussfassung über Bündnisse mit anderen Parteien sowie über das passive Wahlrecht für Nichtmitglieder zu Landtags- und Nationalratswahlen. Die Beschlüsse der Landesversammlung sind für alle anderen Organe der Partei bindend.
Weiters werden bei Landesversammlungen alle zentralen Personalentscheidungen innerhalb der Kärntner Grünen getroffen. So wählt die Landesversammlung neben den internen Funktionen wie jener der Mitglieder des Landesvorstands, der Rechnungsprüfer, der Mitglieder des Friedensgerichtes und der Delegierten zum Bundeskongress auch die Kandidaten für die Landtagswahl und die Landes- bzw. Regionalkandidaten für Nationalratswahlen. Stimmberechtigt bei einer Landesversammlung sind alle Mitglieder der Kärntner Grünen. 
Bei der Landesversammlung am 1. Juli 2017 wurde die Landessprecherin Marion Mitsche mit Hilfe von Asylwerbern auf den aussichtslosen neunten Platz für die kommende Landtagswahl gereiht. In weiterer Folge trat sie als Landessprecherin der Kärntner Grünen zurück.

### Landesvorstand
Der Landesvorstand führt die Geschäfte der Partei und setzt die von der Landesversammlung und dem Erweiterten Landesvorstand gefassten Beschlüsse um. Er tagt mindestens einmal pro Monat und vertritt als Kollektivorgan die Interessen der Landespartei nach innen und außen. Zu den Aufgaben des Landesvorstandes zählen unter anderem die Vorbereitung und Beschlussfassung landesweiter politischer Strategien und Konzepte, Finanzbeschlüsse im Rahmen des Budgets, die Erstellung des Budgetvoranschlages und Rechnungsabschlusses, die Koordination von Aktionen und Veranstaltungen auf Landesebene und die Entscheidung über Mitgliedsanträge.
Der Landesvorstand besteht aus sechs bis sieben Mitgliedern, die von der Landesversammlung für drei Jahre gewählt werden. Der Landesvorstand umfasst dabei den Landessprecher, seinen Stellvertreter, den Finanzreferenten sowie drei weitere Mitglieder. Hinzu kommt, falls unter den übrigen Mitgliedern kein Landtagsabgeordneter ist, ein delegiertes Mitglied des Kärntner Landtagsklubs. Weiters gehört dem Landesvorstand die organisatorische Geschäftsführung an, die jedoch nicht stimmberechtigt ist, aber in organisatorischen Fragen ein Vetorecht besitzt. Von den Mitgliedern des Landesvorstandes haben der Landessprecher, sein Stellvertreter und der Finanzreferent einen Anspruch auf eine Funktionsgebühr, wobei der Finanzreferent nicht gleichzeitig Landtagsabgeordneter sein darf.

### Landessprecher, Finanzreferent und Geschäftsführung
Im Landesvorstand genießen der Landessprecher bzw. dessen Stellvertreter sowie der Finanzreferent besonderen Stellenwert. So vertritt der Landessprecher die Partei nach außen und ist für die politische Umsetzung der Beschlüsse der Parteigremien zuständig. Er unterstützt zudem politisch die Bezirks- und Gemeindegruppen und ist Delegierter in den Landtagsclub. Der Finanzreferent erarbeitet den Budgetvoranschlag und ist für den Zahlungsverkehr und das laufende Controlling zuständig. Die organisatorische Geschäftsführung verantwortet hingegen die Organisation und wickelt gemeinsam mit dem Landessprecher die interne Kommunikation zwischen den Gremien und zu den Mitgliedern ab. Sie ist des Weiteren zeichnungsberechtigt und zustellungsbevollmächtigt.
Im April 2018 folgte Matthias Köchl Rolf Holub als Landessprecher der Grünen nach. Im Februar 2019 legte Köchl seine Funktion als Landessprecher zurück. Im Juni 2019 wurde Olga Voglauer zur Landessprecherin gewählt.

### Erweiterter Landesvorstand
Der Erweiterte Landesvorstand ist nach der Landesversammlung das zweithöchste politisch willensbildende Organ der Grünen Kärnten. Er setzt sich aus den Mitgliedern des Landesvorstandes, je einem Bezirksvertreter oder Delegierten der anerkannten Bezirke und den Mandataren des Landtagsclubs sowie eventuellen Landes- und Bundesräten zusammen und tagt mindestens  acht Mal jährlich. Die Funktionsperiode des Erweiterten Landesvorstandes beträgt drei Jahre, jene der einzelnen Mitglieder des endet mit der Neuwahl der jeweiligen Funktion.
Zu den Aufgaben des Erweiterten Landesvorstandes gehört die Diskussion politischer Fragen, die Beschlussfassung und Koordinierung von landesweiten Aktivitäten wie Wahlen und Kampagnen, die politische Vorbereitung von Landesversammlungen, die Wahl der Delegierten zum Erweiterten Bundesvorstand aus den Mitgliedern des Erweiterten Landesvorstandes, die Wahl und Entsendung von Delegierten in Vorstände von Teilorganisationen und anerkannten Grünen Organisationen, außerordentliche Finanzbeschlüsse sowie die Anerkennung bzw. Aberkennung von Gemeindegruppen.

## Wahlergebnisse

### Landtagswahlen
Kärnten war bis zum Jahr 2004 das letzte Bundesland, in dem die Grünen nicht im Landtag vertreten waren. Auf Grund der schwierigen Ausgangssituation traten die Grünen oftmals zusammen mit anderen Parteien, insbesondere mit der Enotna Lista (Einheitsliste) der slowenischen Minderheit an. Beim ersten Antreten grüner Gruppierungen in Kärnten kandidierten bei der Landtagswahl 1984 jedoch mit den Vereinten Grünen Österreichs (VGÖ), der Liste Grüne (GR) und der Kärntner Einheitsliste und Alternative (KELALK) gleich drei grüne oder grün-nahe Gruppierungen. Mit 1,49 % erzielte dabei die KELAK das beste Ergebnis, die VGÖ erreichten 1,13 %, GR 0,69 %. Alle drei Gruppierungen scheiterten jedoch klar am Einzug in den Landtag. Bei der Landtagswahl 1989 erzielte die  Liste Anderes Kärnten, ein Parteibündnis der Einheitsliste, der Grünen und der Bewegung gegen Schultrennung 1,69 %, die VGÖ kamen auf 1,59 %. Bei der Landtagswahl 1994 versuchten die Liste getrennt ihr Glück, wobei die Parlamentsgrünen als „Die Grüne Alternative – Grüne im Parlament“ (GRÜNE) erstmals ihr Glück als eigene Liste versuchten. Sie scheiterten mit 1,59 % aber ebenso klar am Einzug in den Landtag wie die Einheitsliste mit 0,95 % und der VGÖ mit 0,35 %. In der Folge schlossen sich die Grünen, die VGÖ, die Enotna Lista  und das Liberale Forum (LIF) für die Landtagswahl 1999 zur Plattform Demokratie 99 zusammen. Dennoch scheiterte auch dieses Wahlbündnis mit 3,93 % am Erreichen eines Direktmandates, das für den Einzug in den Landtag notwendig gewesen wäre. Erst bei der Landtagswahl 2004 gelang den Grünen durch einen Direktmandatwahlkampf im Wahlkreis Klagenfurt, wo sie rund 11 % und ein Direktmandat erreichten, der Einzug in den Landtag. Insgesamt erreichten die Grünen bei der Landtagswahl 2004 6,71 %. Bei den darauffolgenden Landtagswahlen 2009 verloren die Grünen rund 1,5 % Stimmenanteil und auch ihr Direktmandat in Klagenfurt. Auf Grund der Senkung der Hürde für den Einzug in den Landtag auf das Erreichen von wenigstens 5 % Stimmenanteil erreichten die Grünen mit 5,15 % jedoch knapp den Wiedereinzug in den Kärntner Landtag. Bei der Landtagswahl 2013 erzielten die Grünen in der Folge wiederum hohe Gewinne, wobei der Stimmanteil mit rund 12 % mehr als verdoppelt werden konnte.
Regional gesehen schnitten die Kärntner Grünen bei Landtagswahlen im Raum Klagenfurt am besten ab. So gelang ihnen bei der Landtagswahl im Wahlkreis 1 (Klagenfurt und Bezirk Klagenfurt-Land) mit 11,07 % der Gewinn eines Direktmandats, auch 2009 schnitten die Grünen hier mit 8,64 % deutlich besser ab als in den übrigen Wahlkreisen. Die zweitbeste Region für die Grünen war der Wahlkreis 3 mit Villach bzw. dem Bezirk Villach-Land, wobei die Grünen hier mit 6,15 % bzw. 4,87 % jeweils knapp unter dem Landesdurchschnitt abschlossen. Deutlich unter dem Landesschnitt blieben die Grünen hingegen mit 4,83 % bzw. 3,96 % im Wahlkreis 2 (Bezirke Sankt Veit an der Glan, Völkermarkt und Wolfsberg) und im Wahlkreis 4 mit 4,76 % bzw. 3,51 % (Bezirke Feldkirchen, Hermagor und Spittal an der Drau).
Im März 2018 fanden in Kärnten die nächsten Landtagswahlen statt. Schon am 1. Juli 2017 wurden in einer Landesversammlung die Kandidaten gewählt. Rolf Holub wurde mit knapp 90 % der Stimmen der 184 Mitglieder Spitzenkandidat auf der Landesliste. Die Partei erreichte nicht die notwendigen Stimmen für einen Einzug.
Im März 2022 wählten die Kärntner Grünen Olga Voglauer zur Spitzenkandidatin für die Landtagswahl in Kärnten 2023.

### Gemeinderatswahlen

Grüne in den Kärntner Gemeinderäten seit 2009 (hellgrün = Wahlbündnis mit der Einheitsliste)

Bei der Gemeinderatswahl 2003 kandidierten grüne Listen in den zehn Gemeinden Klagenfurt, Villach, Feldkirchen in Kärnten, Krumpendorf am Wörthersee, Maria Rain, Völkermarkt, St. Veit an der Glan, Moosburg, Reichenfels und Wolfsberg, wobei in Velden am Wörther See zudem eine Liste aus Vertretern der Grünen und der slowenischen Minderheit (GEL) antrat. Insgesamt erzielten die zehn grünen Listen 7739 Stimmen bzw. einen landesweiten Anteil von 2,4 %. Gegenüber der Gemeinderatswahl 1997 bedeutete dies einen Gewinn von 1044 Stimmen bzw. eine Erhöhung des Stimmenanteils um 0,3 %. Umgelegt auf die zehn Gemeinden, in denen die Grünen kandidierten, bedeutete dies ein durchschnittliches Ergebnis von 6,7 %. Ihr bestes Ergebnis erzielten die Grünen in Klagenfurt mit 10,1 %, ihr zweitbestes Ergebnis in Krumpendorf mit 6,5 %. In Klagenfurt erreichten die Grünen dabei vier Mandate und erstmals einen Stadtratssitz (zuvor ein Mandat), in Villach stellten sie zwei Mandatare. Zudem erzielten die Grünen in Feldkirchen, Krumpendorf, Maria Rain, St. Veit und Völkermarkt je ein Mandat, womit die Grünen insgesamt elf Mandate erreichten. In Moosburg, Reichenfels und Wolfsberg scheiterten die Grünen hingegen am Einzug in den Gemeinderat.
Bei der Gemeinderatswahl 2009 traten die Grünen bereits in 22 Gemeinden an, wobei die Grünen außer in Moosburg und Reichenfels in allen Gemeinden kandidierten, in denen sie auch 2003 angetreten waren. Hinzu kamen die Gemeinden Hermagor-Pressegger See, Maria Saal, Schiefling am See, Liebenfels, Lurnfeld, Mallnitz, Spittal an der Drau, Bad Bleiberg, Finkenstein am Faaker See, Treffen am Ossiacher See, Wernberg und Eisenkappel-Vellach. In Keutschach am See und Velden kam es zu einem Listenbündnis der Einheitsliste mit den Grünen (GEL). Zusammen mit den Wahlbündnissen erzielten die Grünen in Kärnten 2009 einen Stimmenanteil von 3,4 % bzw. 12.004 Stimmen. Mit Ausnahme von Liebenfels und Treffen gelang dabei in allen Gemeinden der Einzug in den Gemeinderat. Ihr bestes Ergebnis erzielten die Grünen mit 12,2 % in Maria Saal (3 Mandate) und in Klagenfurt mit 11,7 % (5 Mandate). In Villach und Keutschach konnte die Grünen je 2 Mandate erringen, in den übrigen Gemeinden kamen sie auf je ein Mandat. Zusammen mit den Ergebnissen in Velden und Keutschach erreichten die Grünen 28 Mandate.